# Муравьиные львы (род)
Муравьиные львы (лат. Myrmeleon) — род сетчатокрылых насекомых из семейства муравьиные львы (Myrmeleontidae). Более 150 видов, которые встречаются почти по всему свету.

## Распространение
Повсеместно, но главным образом, в тропиках и субтропиках Африки, Азии, Австралии и Америки.

## Описание
Длина взрослых особей около 5 см (внешне напоминают стрекоз); усики короткие, булавовидные. Личинки (около 1 см) живут на песчаных почвах, где роют воронковидные ловчие ямки (от 1 до 4 см в диаметре) для ловли добычи. Развитие личинок длится до 2—3 лет. Диплоидный хромосомный набор у обыкновенного муравьиного льва 2n=12 (у самца половые хромосомы XY).

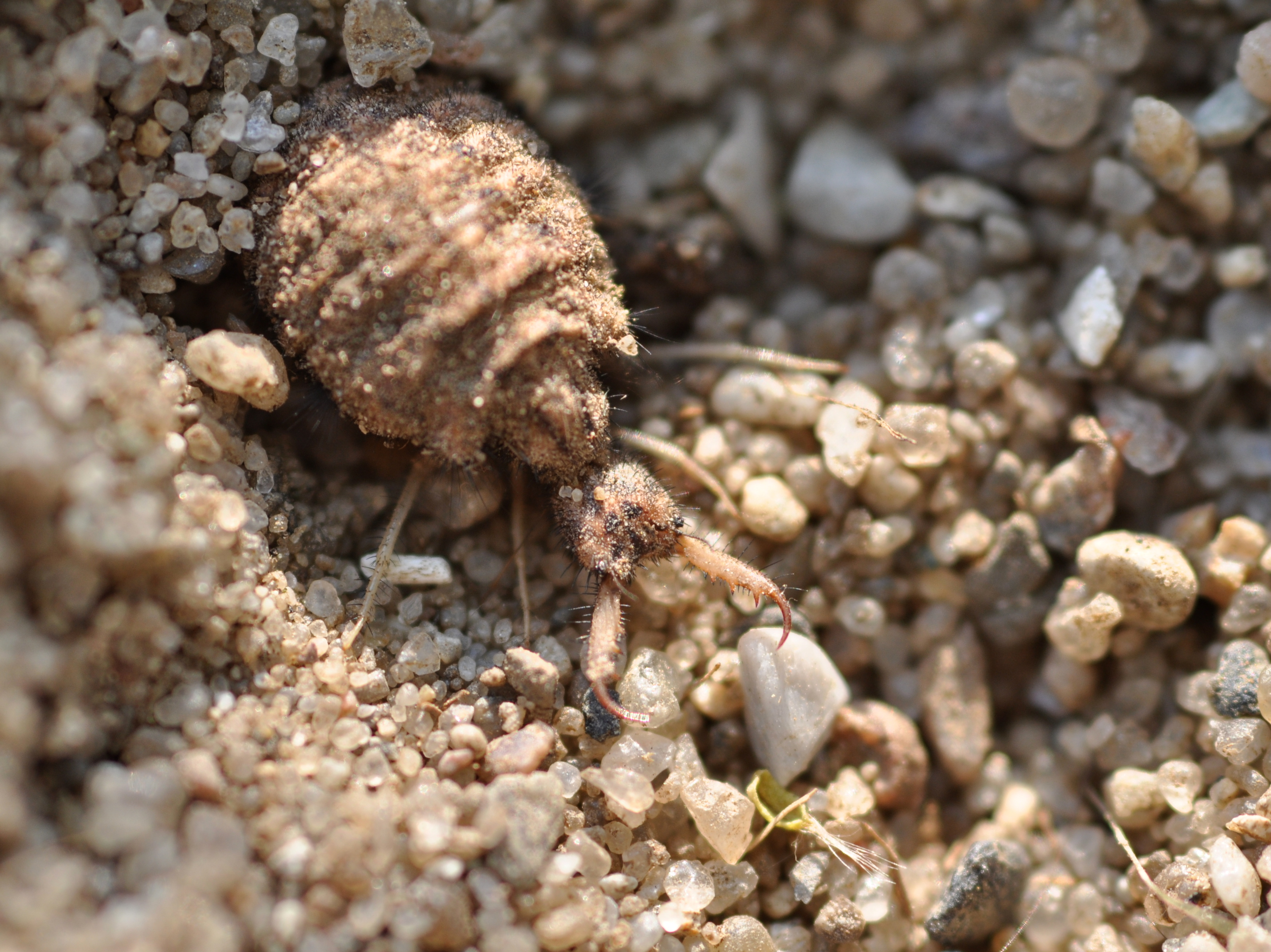
Личинка Myrmeleon formicarius
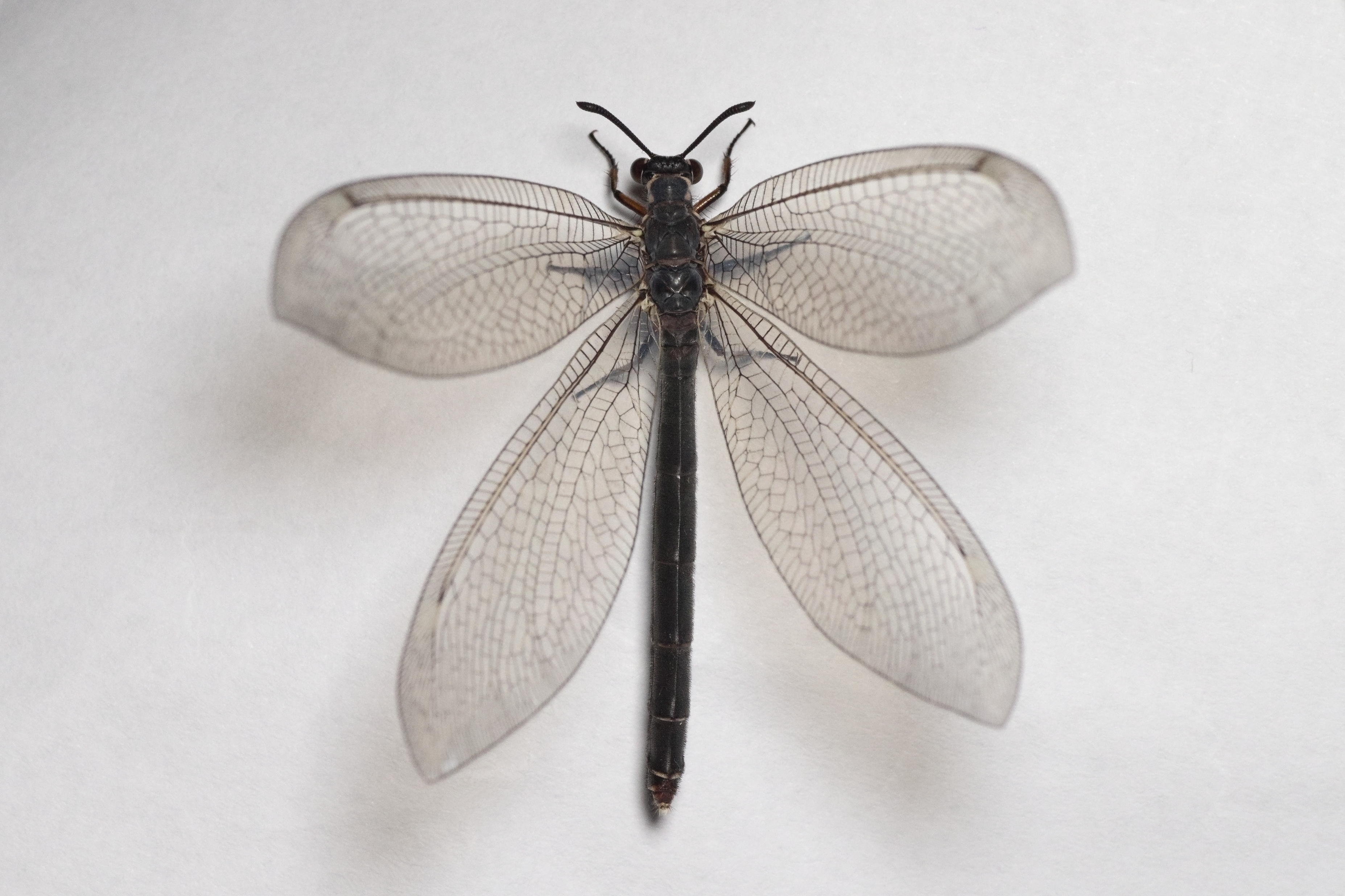
Имаго Myrmeleon formicarius
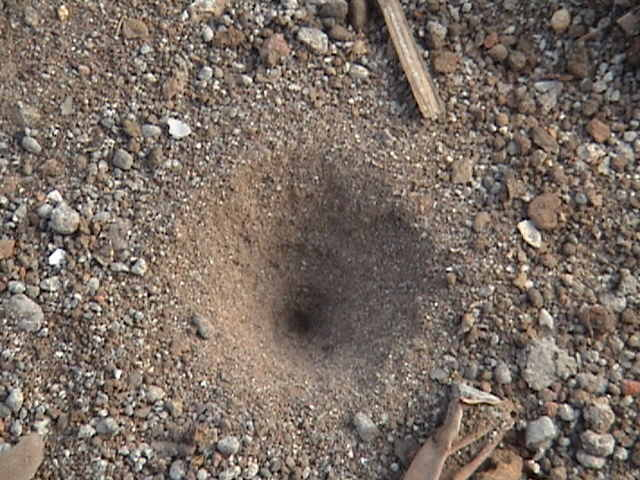
Ловчая ямка личинки

## Систематика
Более 150 видов. Для бывшего СССР было указано 7 видов. Род был впервые выделен в 1767 году шведским натуралистом Карлом Линнеем на основании типового вида Myrmeleon formicarius и отнесён к трибе Myrmeleontini из подсемейства Myrmeleontinae.
- Myrmeleon bore (Tjeder, 1941)
- Myrmeleon formicarius Linnaeus, 1767
- Myrmeleon immanis Walker, 1853
- Myrmeleon inconspicuus Rambur, 1842
- Myrmeleon noacki Ohm, 1965
- Myrmeleon tigrinus Fabricius, 1775
- Myrmeleon uptoni New, 1985
- Myrmeleon zebidee New & Smithers, 1994
- Другие виды